# Disasterina ceylanica
Disasterina ceylanica är en sjöstjärneart som beskrevs av Doderlein 1888. Disasterina ceylanica ingår i släktet Disasterina och familjen Asterinidae. Inga underarter finns listade i Catalogue of Life.